# Xanthocephalum megalocephalum
Xanthocephalum megalocephalum là một loài thực vật có hoa trong họ Cúc. Loài này được Fernald miêu tả khoa học đầu tiên năm 1901.